# Coniothyrium
Coniothyrium Corda – rodzaj grzybów z rzędu Pleosporales.

## Charakterystyka
Do rodzaju Coniothyrium należy kilkadziesiąt gatunków grzybów mikroskopijnych występujących we wszystkich strfach klimatycznych. Grzyby pasożytnicze, endobionty. Pod epidermą porażonych roślin tworzą kuliste, ciemnobrunatne, cienkościenne pyknidia zbudowane z trzech warstw komórek. Komórki konidiotwórcze o kształcie od cylindrycznego do beczułkowatego, na wierzchołkach tworzące enteroblastycznie konidia. Podczas konidiogenezy komórki te wydłużają się tworząc kilka ułożonych w różnej odległości od siebie pierścieni ze szczytowymi zgrubieniami. Konidia o kształcie cylindrycznym, elipsoidalnym lub owalnym, jasnobrunatne, 1-2-komórkowe z przegrodą na środku, grubościenne. Zarówno konidia, jak komórki konidiotwórcze pokryte są brodawkami.
Wywołują wiele grzybowych chorób roślin, m.in. zamieranie podstawy pędów maliny, zgorzel pędów róży, u niektórych gatunków plamistość liści. Coniothyrium minutans jest nadpasożytem.

## Systematyka
Pozycja w klasyfikacji według Index Fungorum
Coniothyriaceae, Pleosporales, Pleosporomycetidae, Dothideomycetes, Pezizomycotina, Ascomycota, Fungi.
Rodzaj ten utworzył August Corda w 1840 r. Synonimy:

- Clisosporium Fr. 1819
- Coniothyrinula Petr. 1923
- Cyclobium C. Agardh 1821
- Dactuliochaeta G.L. Hartm. & J.B. Sinclair 1988
- Monoplodia Westend. 1859

Gatunki występujące w Polsce
- Coniothyrium bohdanii Truszk. 1961
- Coniothyrium carpini-betuli (Sacc.) Biga, Cif. & Bestagno 1959
- Coniothyrium concentricum (Desm.) Sacc. 1878
- Coniothyrium cytisellum (Pass. & Thüm.) Sacc. 1884[4]
- Coniothyrium fuckelii Sacc. 1876
- Coniothyrium fuscidulum Sacc. 1878[4]
- Coniothyrium genistae (Roum.) Berl. & Voglino 1886
- Coniothyrium insitivum Sacc. 1878
- Coniothyrium juniperi Schwarzman 1968
- Coniothyrium laburnophilum Oudem. 1901
- Coniothyrium melanconieum Sacc. 1909
- Coniothyrium microscopicum Sacc. 1884
- Coniothyrium phyllogenum (Sacc.) Sacc. 1912
- Coniothyrium pini Oudem. 1902[4]
- Coniothyrium quercinum (Bonord.) Sacc. 1884
- Coniothyrium sarothamni (Thüm.) Sacc. 1884
- Coniothyrium wernsdorffiae Laubert 1905
- Microsphaeropsis hellebori (Cooke & Massee) Aa 2002

Nazwy naukowe według Index Fungorum. Wykaz gatunków według W. Mułenki i innych.